# Pienet Jänissaaret
Pienet Jänissaaret är en ö i Finland. Den ligger i sjön Höytiäinen och i kommunen Polvijärvi i den ekonomiska regionen  Joensuu ekonomiska region  och landskapet Norra Karelen, i den sydöstra delen av landet, 400 km nordost om huvudstaden Helsingfors. Öns area är 3,3 hektar och dess största längd är 0,5 kilometer i sydöst-nordvästlig riktning.  Notera att namnet antyder att det är fråga om flera öar.